# ألويسيوس ياب
ألويسيوس ياب هو لاعب كرة قدم صيني في مركز الوسط، ولد في 20 أكتوبر 1987 في سنغافورة. لعب مع باليستيير خالسا ووودلاندز ويلينغتون.